# ロシア水文気象環境監視局
ロシア水文気象環境監視局 (ロシアすいもんきしょうかんきょうかんしきょく、露: Федеральная служба по гидрометеорологии и мониторингу окружающей среды России; Росгидромет、英: Federal Service for Hydrometeorology and Environmental Monitoring of Russia; Roshydromet) は、気象・水文・環境に関するロシア連邦政府の行政機関で、ロシア天然資源・環境省の下位機関の一つ。1849年創立の中央物理天文台 (Главной физической обсерватории; ГФО) を起源とする。

## 任務
- ロシア連邦の領域における気象およびその他の地球物理学的プロセスの改変に関する作業の国家レベルでの監督業務。
- 水文気象環境監視局の能力の範囲内でのロシア連邦の法律に従った特定の活動に対する免許付与。
- 陸水の状態記録および陸水域による公共水源の維持。
- 環境状態とその汚染に関する統一国家基金データの維持。
- 状態監視ネットワークの形成および維持。固定観測点および移動観測点の設置と廃止、およびその位置の決定。
- 周囲大気の状態監視。

## 組織
連邦水文気象環境監視局は17箇所の研究所を持ち、その内の2箇所は国家研究センターに指定されている(ロシア水文気象センターおよび極地調査研究所)。連邦水文気象環境監視局は6箇所の単科大学(アレクシン、ウラジオストク、モスクワ、イルクーツク、ロストフ、トゥアプセの各市に所在)のほか、数多くの補助組織も運営している。

## 雪崩対策用の装備
ロシア国防省はD-30 122mm榴弾砲68門、KS-19 100mm高射砲、BS-3 100mm野砲、2A36 152mmカノン砲1門および120、160、240mm迫撃砲を雪崩対策部門用の装備として供与している
。その他、カラシニコフ突撃銃、特殊ガス銃 (破壊力はTNT火薬32㎏に相当)200個以上、グレネードランチャーも保有している。